# 花斑癬
花斑癬（tinea versicolor）或称花斑糠疹（pityriasis versicolor），俗稱汗斑，是常見的皮膚感染，多数由球形马拉色菌（Malassezia globosa）及少数由糠秕马拉色菌（Malassezia furfur）两种真菌所引致。

## 外部連結
- 维基共享资源上的相關多媒體資源：花斑癬